# Alice Hirson
Alice Hirson (Nova Iorque, 10 de março de 1929 – 14 de fevereiro de 2025) foi uma atriz americana.

## Biografia
Ela aparece frequentemente em seriados americanos, como em The Edge of Night, Somerset e One Life to Live. Após isso, apareceu na série Dallas como Mavis Anderson, em Ellen como Lois Morgan e mais recentemente em The Secret Life of the American Teenager como Mimsy.
Em 2004, casou-se com o ator Stephen Elliott, ambos estavam na série Dallas. Mas o casamento durou pouco, pois no ano seguinte, Stephen morreu por problemas cardíacos.
Outras aparições de Alice podem ser vistas em: The Waltons, Maude, Taxi, Flamingo Road, Quincy, Barney Miller, St. Elsewhere, Hotel, Matlock, Law & Order, Murphy Brown, ER, NYPD Blue, Judging Amy, Just Shoot Me e 7th Heaven.

## Morte
Hirson morreu no dia 12 de fevereiro de 2025, aos 95 anos.